# 極端天氣

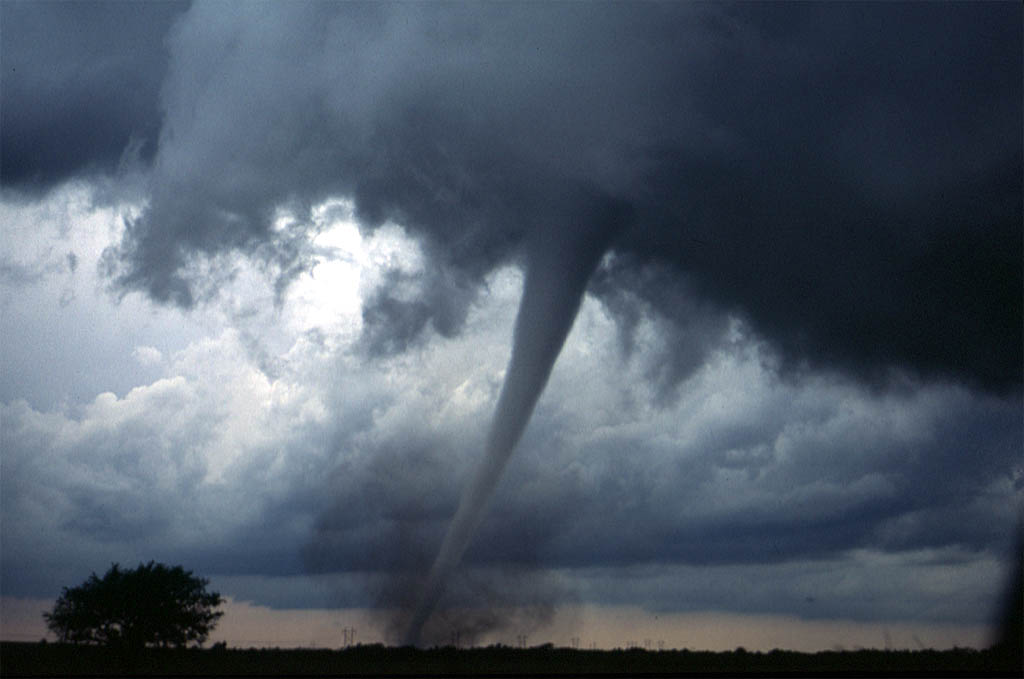
於1999年龍捲風爆發中吹襲奧克拉荷馬州的龍捲風

極端天氣（英語：Extreme weather）指非正常、嚴重、季節性，或超出歷史平均數值的天氣。通常極端天氣以當地過往天氣數字為基礎，並被訂為是基數中最不常見的百分之十。近年人為的全球暖化、洋流變化、氣壓變化等被認為是造成極端天氣的成因。亦有研究顯示未來的極端天氣現象將增加。

## 極端溫度
在过去一个世纪里观察的全球变暖现象不仅影响均温，还会影响整体的温度分布，即某地某时可能出现的温度范围。这个范围的两端就意味着罕见的温度事件—极端低温和极端高温，即寒潮和热浪。极端天气的出现通常产生巨大的社会环境影响。传统上极端温度的定义依据其发生的频次，或者按照统计学的说法，依据其分布的分位数。
2023年7月全球歷經了歷史紀錄的高溫，聯合國秘書長古特瑞斯（António Guterres）警告，地球不僅是全球暖化，現在已經進入「全球沸騰」時代。

### 熱浪

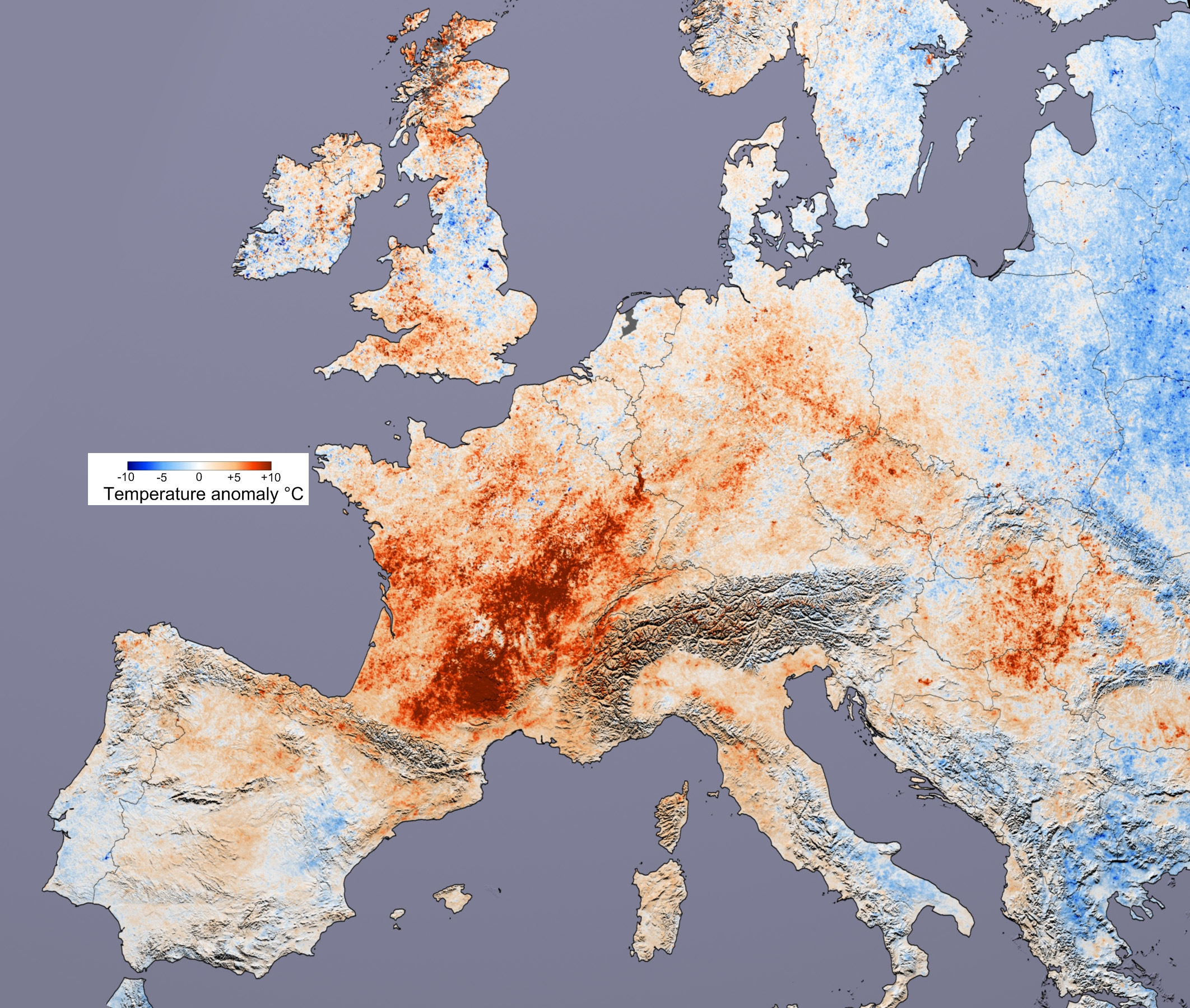
2003年歐洲熱浪

熱浪是指擁有不正常高的溫度和酷熱指數的時間。通常熱浪會伴隨極高的濕度，但有時亦會有極乾的情況發生。

### 寒流

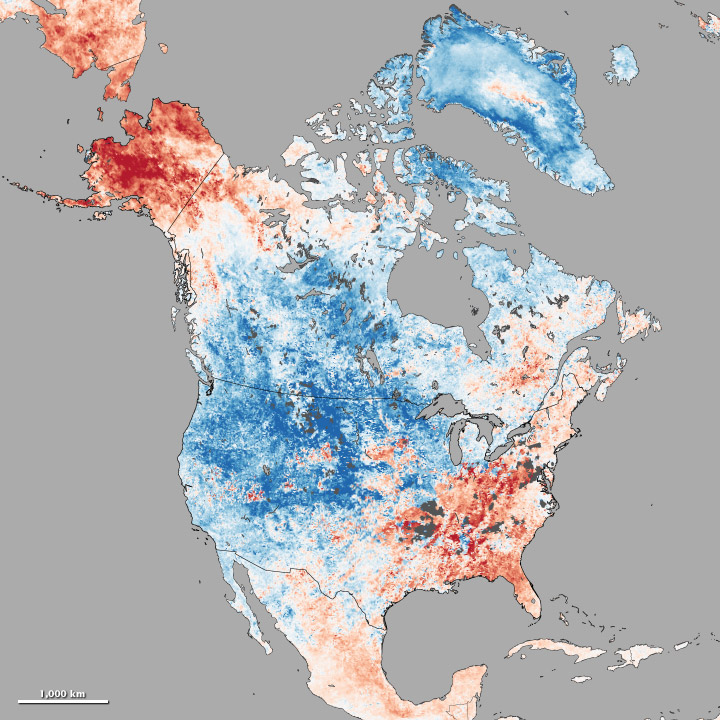
2013年12月3至10日的北美寒潮，紅色指比平均值高的溫度，藍色指比平均值低的溫度。

寒潮是指一高氣壓在高緯生成，冷高壓向低緯侵襲，最後出海變性的冷空氣。 在寒潮侵襲期間，冷空氣引起成當地氣溫驟降，地面氣壓驟升，有時更引起強風，大浪。